# هابلس
هابلس هي قرية في مقاطعة بيرانشهر، إيران. عدد سكان هذه القرية هو 41 في سنة 2006.